# Fiszewo (Gronowo Elbląskie)
Fiszewo (deutsch Fischau) ist ein Dorf in der Landgemeinde Gronowo Elbląskie (Grunau) im Powiat Elbląski (Kreis Elbing) der polnischen Woiwodschaft Ermland-Masuren.

## Geographische Lage
Das Dorf liegt im historischen Westpreußen, ungefähr auf halbem Weg zwischen Marienburg (Malbork) und Elbing (Elbląg), etwa 50 Kilometer südöstlich von Danzig. Der Ort hat etwa 270 Einwohner.

## Geschichte
Im 13. Jahrhundert befand sich in Fischau ein Schloss des Deutschen Ordens, das von den Pruzzen belagert wurde und das 1274–1275 noch vorhanden war. Fischau war der Sitz von Vögten, die dem Komtur zu Elbing untergeordnet waren; als Vögte werden genannt: Heinrich von Kittlitz (1320–1321), Konrad (1321), Klaus (1365), Hermann (1376), Johann von Masemonster (1379–1387) und Heinrich Kolhusen (1392).
Im Jahr 1606 wurde den Evangelischen in Fischau das Singen bei Beerdigungen verboten. Um 1785 war Fischau ein kölmisches Dorf mit einer katholischen und einer evangelischen Pfarrkirche und 31 Feuerstellen (Haushalte). Bei dem Dorf lag der Gutsbezirk Kykoit.
Das Dorf, das durch den Polenkrawall von 1832 in die Geschichtsbücher eingegangen ist (siehe unten), gehörte seit 1818 zum Landkreis Marienburg in Westpreußen (bis 1920 im Regierungsbezirk Danzig der Provinz Westpreußen, von 1920 bis 1939 im Regierungsbezirk Westpreußen der Provinz Ostpreußen und von 1939 bis 1945 im Regierungsbezirk Marienwerder im Reichsgau Danzig-Westpreußen).
Gegen Ende des Zweiten Weltkriegs wurde die Region im Frühjahr 1945 von der Roten Armee besetzt. Nach Kriegsende wurde Fischau im Sommer 1945 von der sowjetischen Besatzungsmacht gemäß dem Potsdamer Abkommen zusammen mit der südlichen Hälfte Ostpreußens unter polnische Verwaltung gestellt. Soweit die einheimischen Dorfbewohner nicht geflohen waren, wurden sie in der Folgezeit aus Fischau vertrieben.

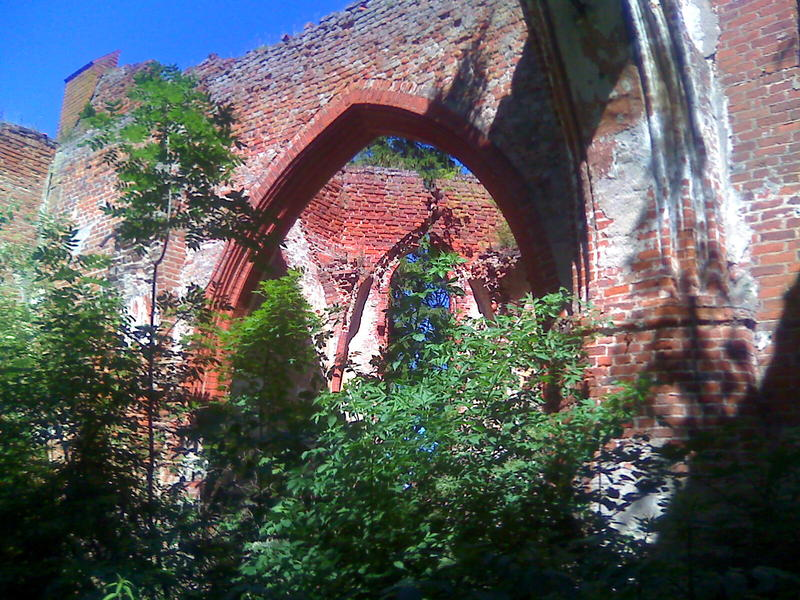
Ruine der Fischauer Pfarrkirche aus der Deutschordenszeit
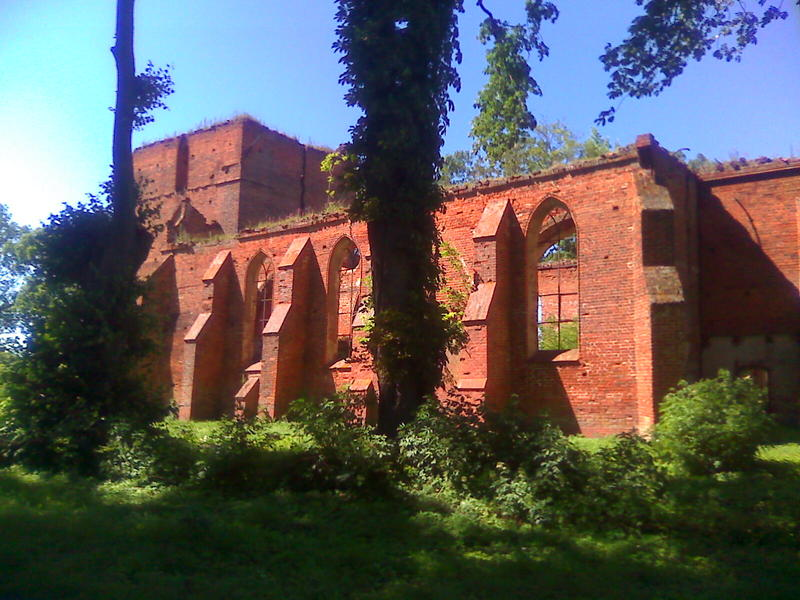
Kirchenruine
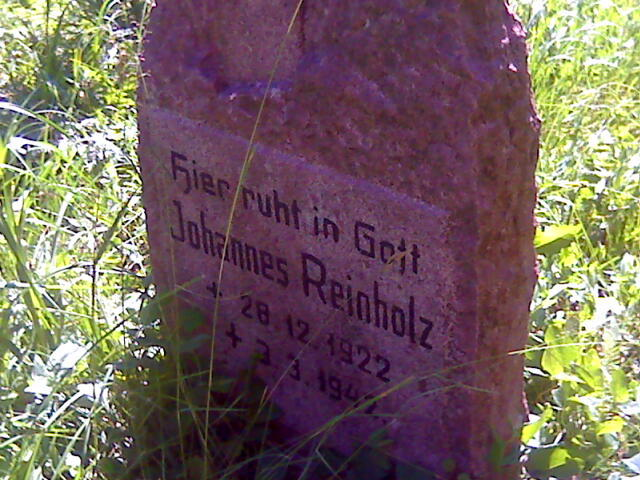
Gedenkstein auf dem alten Kirchhof

### Bevölkerungsentwicklung bis 1945
| Jahr | Einwohner | Anmerkungen                               |
| ---- | --------- | ----------------------------------------- |
| 1798 | 361       | davon 163 Evangelische und 198 Katholiken |
| 1816 | 387       | [ 9 ]                                     |
| 1852 | 414       | [ 10 ]                                    |
| 1864 | 448       | am 3. Dezember                            |
| 1871 | 480       | darunter 280 Evangelische                 |
| 1933 | 486       | [ 12 ]                                    |
| 1939 | 471       | [ 12 ]                                    |

## Verkehr
Das Dorf liegt an der Bahnstrecke Malbork–Braniewo (Marienburg–Braunsberg).

## Polenkrawall von 1832
Am 27. Januar 1832 kam es in Fischau anlässlich einer Revolte polnischer Asylanten zu einem Massaker, bei dem neun oder zehn polnische ehemalige Soldaten getötet und etwa zwölf weitere schwer verletzt wurden. Es handelte sich dabei um eine Gruppe von ca. 800 Teilnehmern des polnischen Novemberaufstandes von 1830, die nach dem Scheitern des Aufstands 1831 aus dem russisch beherrschten Kongresspolen fliehen mussten und in Preußen aufgenommen worden waren. Nach „ewigen Händeln mit ihren Quartierwirthen“ wollte man ihnen „neue Cantonnirungen“ anweisen, worauf es zum Konflikt mit der preußischen Wachmannschaft kam. Diejenigen, denen der Zar eine Amnestie zusicherte, kehrten über die Grenze zurück. Ungefähr 700 Polen traten per Schiff eine Reise nach Amerika an, wurden aber wegen Meuterei bereits in Le Havre an Land gebracht. Gegen die preußischen Wachleute scheinen keine Disziplinarstrafen verhängt worden zu sein.
Der polnische Nationaldichter Adam Mickiewicz verarbeitet diesen Vorfall in seinem Gedicht bzw. Gebet Litania pielgrzymska: „Erlöse uns, Herr, durch das Blut der Soldaten todtgeschlagen in Fischau von den Preußen!“ (Übers. von Treitschke)